# Pietro Zardini
Pietro Zardini (Bologna, 11 gennaio 1907 – Roma, 3 gennaio 1986) è stato un attore italiano, caratterista attivo nel corso degli anni settanta e anni ottanta.

## Biografia
Zardini fa il suo esordio sul grande schermo già in età avanzata, una volta in pensione dopo aver lavorato come impiegato di banca, nel 1970, con il film Una prostituta al servizio del pubblico e in regola con le leggi dello stato, diretto da Italo Zingarelli. Appare in seguito in diversi film, come Il sindacalista (1972) di Luciano Salce, e ne Il... Belpaese (1977), sempre per regia di Salce, che lo rivorrà nel ruolo che lo consacrerà, quello del ragionier Fonelli nei primi tre film di Fantozzi. Fonelli è un impiegato occhialuto e scansafatiche che, invece di lavorare, trascorre gran parte del suo tempo giocando a battaglia navale con un collega d'ufficio.
Durante gli anni ottanta l'attore prende parte a qualche altra pellicola come Arrivano i gatti (1980), diretto da Carlo Vanzina, Un sacco bello (1980), diretto da Carlo Verdone, e Bertoldo, Bertoldino e Cacasenno (1984), diretto da Mario Monicelli per dare epilogo alla sua carriera con Troppo forte (1986), sempre diretto da Verdone.

## Filmografia

Pietro Zardini insieme a Lino Banfi nel film Vieni avanti cretino

### Cinema
- Una prostituta al servizio del pubblico e in regola con le leggi dello stato, regia di Italo Zingarelli (1970)
- Madness - Gli occhi della luna, regia di Cesare Rau (1971)
- Il clan dei due Borsalini, regia di Giuseppe Orlandini (1971)
- Il sindacalista, regia di Luciano Salce (1972)
- Un apprezzato professionista di sicuro avvenire, regia di Giuseppe De Santis (1972)
- L'ultimo uomo di Sara, regia di Maria Virginia Onorato (1973)
- Il venditore di palloncini, regia di Mario Gariazzo (1974)
- Sesso in testa, regia di Sergio Ammirata (1974)
- La verginella, regia di Mario Sequi (1975)
- Fantozzi, regia di Luciano Salce (1975)
- Febbre da cavallo, regia di Steno (1976)
- Il secondo tragico Fantozzi, regia di Luciano Salce (1976)
- L'Italia s'è rotta, regia di Steno (1976)
- Il... Belpaese, regia di Luciano Salce (1977)
- Io tigro, tu tigri, egli tigra, regia di Renato Pozzetto e Giorgio Capitani (1978)
- Stringimi forte papà, regia di Michele Massimo Tarantini (1978)
- L'anno dei gatti, regia di Amasi Damiani (1978)
- Immagini di un convento, regia di Joe D'Amato (1979)
- John Travolto... da un insolito destino, regia di Neri Parenti (1979)
- Un sacco bello, regia di Carlo Verdone (1980)
- Arrivano i gatti, regia di Carlo Vanzina (1979)
- Fantozzi contro tutti, regia di Neri Parenti e Paolo Villaggio (1980)
- Fico d'India, regia di Steno (1980)
- I fichissimi, regia di Carlo Vanzina (1981)
- Bim bum bam, regia di Aurelio Chiesa (1981)
- Il marchese del Grillo, regia di Mario Monicelli (1981)
- Il paramedico, regia di Sergio Nasca (1982)
- Vai avanti tu che mi vien da ridere, regia di Giorgio Capitani (1982)
- Vieni avanti cretino, regia di Luciano Salce (1982)
- Acapulco, prima spiaggia... a sinistra, regia di Sergio Martino (1982)
- Se tutto va bene siamo rovinati, regia di Sergio Martino (1983)
- Bertoldo, Bertoldino e Cacasenno, regia di Mario Monicelli (1984)
- Troppo forte, regia di Carlo Verdone (1986)

### Televisione
- FBI - Francesco Bertolazzi investigatore, epis. Rapina a mano armata, regia di Ugo Tognazzi – miniserie TV (1970)
- La porta sul buio, epis. Il tram, regia di Dario Argento – miniserie TV (1973)
- Il caso Graziosi, regia di Michele Massa – film TV (1981)
- La veritaaaà, regia di Cesare Zavattini – film TV (1982)
- Doppio misto, regia di Sergio Martino – film TV (1985)

## Prosa televisiva Rai

### Regista
- Marcellino pane e vino, trasmesso dal 16 al 30 dicembre 1977.

## Doppiatori italiani
- Mario Milita in Il marchese del Grillo, Il paramedico
- Franco Agostini in Un sacco bello
- Stefano Sibaldi in Arrivano i gatti
- Gianni Marzocchi in Bertoldo, Bertoldino e Cacasenno